# 煮詰め
煮詰め（につめ）とは魚介や椎茸・昆布などを煮た煮汁を煮詰め、そこに醤油、砂糖、みりん、日本酒などを加えた、とろみの有るタレのこと。味は佃煮のように甘辛い。材料はアナゴ・ウナギ・カツオ・その他魚介ハマグリ・椎茸・昆布など。
寿司屋ではツメと略される。
アナゴやウナギ、貝類などの握りに、刷毛でさっと塗って供される。ネタの新鮮さだけでなく、一手間も二手間もかける「仕事」が重要視される江戸前寿司においては、その店の顔ともなりうる味となる。